# Yogi Ferrell
Yogi Ferrell (Greensfield, 9 de maio de 1993) é um jogador norte-americano de basquete profissional que atualmente joga pelo Los Angeles Clippers, disputando a National Basketball Association (NBA).